# Hypercompe distans
Hypercompe distans är en fjärilsart som beskrevs av Charles Oberthür 1881. Hypercompe distans ingår i släktet Hypercompe och familjen björnspinnare. Inga underarter finns listade i Catalogue of Life.